# Trouty
Trouty est une petite communauté canadienne située sur la péninsule de Bonavista sur l'île de Terre-Neuve dans la province de Terre-Neuve-et-Labrador. Sa population était de 178 habitants en 1956.

## Annexe